# Fußball-Oberliga 1980/81
Die Saison 1980/81 der Oberliga war die siebte Saison der Oberliga als dritthöchste Spielklasse im Fußball in Deutschland nach der Einführung der zweigleisigen – später eingleisigen – 2. Fußball-Bundesliga zur Saison 1974/75.

## Oberligen
- Oberliga Baden-Württemberg 1980/81
- Bayernliga 1980/81
- Oberliga Berlin 1980/81
- Oberliga Hessen 1980/81
- Oberliga Nord 1980/81
- Oberliga Nordrhein 1980/81
- Oberliga Südwest 1980/81
- Oberliga Westfalen 1980/81

## Aufstieg zur 2. Bundesliga
Aufgrund der Zusammenlegung der Staffeln Nord und Süd zur eingleisigen 2. Bundesliga gab es in diesem Jahr keine Aufsteiger aus den Oberligen.